# Juan Carlos Copes
Juan Carlos Copes est un danseur et chorégraphe argentin, spécialiste du tango argentin, né le 31 mai 1931 à Buenos Aires et mort le 16 janvier 2021 à Florida près de Buenos Aires.
Il est reconnu avec sa femme Maria Nieves (en) pour avoir fait connaître ce style chorégraphique et amené cette danse sur les grandes scènes internationales.

## Biographie
Juan Carlos Copes formait un couple de tango « légendaire » avec Maria Nieves avec qui il était marié entre 1964 à 1973.
Ils avaient continué de danser ensemble jusqu’en 1997. Le couple a hissé le tango sur la scène internationale. Dans le film Ultimo tango, il déclare « Pour moi, le tango est la seule danse qui embrase l’imagination et la créativité au point qu’elle peut raconter sans mots, en seulement trois minutes, une grande histoire d’amour ou de haine ».
Juan Carlos Copes avait mis fin à sa carrière en 2015.
Il meurt le 16 janvier 2021 au Sanatorio Vicente Lopez - La Torre à Florida près de Buenos Aires à 89 ans, des suites de complications liées au Covid-19.
Le ministre argentin de la culture, Tristán Bauer, dit à son sujet qu’« il a brillé sur les enseignes lumineuses de Broadway et a été applaudi en Europe. Il a formé un couple de danseurs inoubliable avec Maria Nieves et a monté des spectacles uniques ».

## Filmographie
- 2016 : Ultimo Tango, film argentin de German Kral avec la participation de Maria Neves et Juan Carlos Copes[2].